# Oluwaseun Adewumi
Oluwaseun Victor Adewumi (Vienna, 23 febbraio 2005) è un calciatore austriaco, centrocampista del Cercle Bruges, in prestito dal Burnley, e della nazionale Under-21 austriaca.

## Carriera

### Club
Cresciuto nel settore giovanile del Floridsdorfer, ha debuttato in prima squadra il 22 maggio 2022 nell'incontro di 2. Liga vinto 3-1 contro il LASK Amateure OÖ. Ha segnato il suo primo gol il 19 luglio 2022 nella partita di ÖFB-Cup contro il Bad Gleichenberg ed il 18 luglio del 2023 ha firmato il suo primo contratto professionistico.
Il 30 agosto 2024 è stato ceduto a titolo definitivo al Burnley, club della seconda divisione inglese, che lo ha contestualmente ceduto in prestito al Dundee, club della prima divisione scozzese.
Il 15 agosto 2025 passa in prestito al Cercle Bruges, in Pro League.

### Nazionale
Ha giocato con le nazionali giovanili austriache Under-19 ed Under-21.

## Statistiche

### Presenze e reti nei club
Statistiche aggiornate al 15 agosto 2025.
| Stagione             | Squadra              | Campionato           | Campionato | Campionato | Coppe nazionali | Coppe nazionali | Coppe nazionali | Coppe continentali | Coppe continentali | Coppe continentali | Altre coppe | Altre coppe | Altre coppe | Totale | Totale | Totale |
| Stagione             | Squadra              | Comp                 | Pres       | Reti       | Comp            | Pres            | Reti            | Comp               | Pres               | Reti               | Comp        | Pres        | Reti        | Pres   | Reti   |        |
| -------------------- | -------------------- | -------------------- | ---------- | ---------- | --------------- | --------------- | --------------- | ------------------ | ------------------ | ------------------ | ----------- | ----------- | ----------- | ------ | ------ | ------ |
| mag.-giu.2022        | Floridsdorfer        | 2L                   | 1          | 0          | CA              | 0               | 0               | -                  | -                  | -                  | -           | -           | -           | 1      | 0      |        |
| 2022-2023            | Floridsdorfer        | 2L                   | 16         | 0          | CA              | 1               | 1               | -                  | -                  | -                  | -           | -           | -           | 17     | 1      |        |
| 2023-2024            | Floridsdorfer        | 2L                   | 30         | 3          | CA              | 2               | 1               | -                  | -                  | -                  | -           | -           | -           | 32     | 4      |        |
| lug.-ago. 2024       | Floridsdorfer        | 2L                   | 4          | 1          | CA              | 1               | 0               | -                  | -                  | -                  | -           | -           | -           | 4      | 1      |        |
| Totale Floridsdorfer | Totale Floridsdorfer | Totale Floridsdorfer | 51         | 4          |                 | 4               | 2               |                    | -                  | -                  |             | -           | -           | 55     | 6      |        |
| 2024-2025            | Dundee               | SP                   | 25+3       | 4          | CS+CdL          | 3+1             | 1+0             | -                  | -                  | -                  | -           | -           | -           | 29+3   | 5      |        |
| 2025-2026            | Cercle Bruges        | D1                   | -          | -          | CB              | -               | -               | -                  | -                  | -                  | -           | -           | -           | -      | -      |        |
| Totale carriera      | Totale carriera      | Totale carriera      | 79         | 8          |                 | 8               | 3               |                    | -                  | -                  |             | -           | -           | 87     | 11     |        |